# Ковалевський Антон Анатолійович (білоруський футболіст)
Антон Ковалевський (біл. Антон Кавалеўскі, нар. 2 лютого 1986, Магдебург) — білоруський футболіст, що грав на позиції воротаря.
Виступав, зокрема, за «Нафтан» та молодіжну збірну Білорусі.
Володар Кубка Білорусі.

## Клубна кар'єра
У дорослому футболі дебютував 2004 року виступами за команду «Нафтан», у якій провів два сезони. 
Протягом 2006—2007 років захищав кольори клубу «Партизан» (Мінськ).
Своєю грою за останню команду знову привернув увагу представників тренерського штабу клубу «Нафтан», до складу якого повернувся 2007 року. Цього разу відіграв за команду з Новополоцька наступні два сезони своєї ігрової кар'єри. Більшість часу, проведеного у складі «Нафтана», був основним голкіпером команди.
Згодом з 2009 по 2014 рік грав у складі команд «Вітебськ», «Білшина», «Торпедо» (Жодіно), «Дніпро» (Могильов) та «Білшина».
Завершив ігрову кар'єру у команді «Іслоч», за яку виступав протягом 2014 року.

## Виступи за збірну
Залучався до складу молодіжної збірної Білорусі. На молодіжному рівні зіграв у 4 офіційних матчах.

## Титули і досягнення
- Володар Кубка Білорусі (1):

«Нафтан»: 2008—2009